# Scincella potanini
Scincella potanini — вид сцинкоподібних ящірок родини сцинкових (Scincidae). Ендемік Китаю. Вид названий на честь російського мандрівника Григорія Потаніна.

## Поширення і екологія
Scincella potanini мешкають в центральному Китаї, в провінціях Сичуань, Ганьсу і Гуйчжоу. Вони живуть у вологих гірських лісах, в заростях на берегах струмків та на болотах. Зустрічаються на висоті від 1600 до 3500 м над рівнем моря. Ведуть денний спосіб життя, більш активні в сонячні дні. Відкладають яйця, в кладці 6 яєць.